# Danette
Danette é uma marca usada em sobremesas lácteas pertencente à Danone.

## História
A marca Danette foi criada em 1979. Chegou ao Brasil em 3 versões: chocolate ao leite, baunilha e coco. Foi uma das primeiras marcas internacionais da Danone a chegar ao Brasil, nove anos após o ingresso da empresa no país. Seus produtos passaram por várias modificações nas embalagens e no logotipo.
Desde então, pôs no mercado os sabores doce de leite, chocolate branco, top sundae, achocolatado, mousse de maracujá e morango. Atualmente, o produto é vendido nos sabores ao chocolate ao leite, chocolate branco, brigadeiro, toffee e manjar. Em 2003, a marca contratou o nadador Gustavo Borges como garoto-propaganda, com o mote "o alimento dos verdadeiros campeões". Em 2013 a marca trouxe o cantor Milton Nascimento e sua Canção da América, para mostrar que a sobremesa "separa até os melhores amigos".